# Pawieł Gołowaczow
Pawieł Jakowlewicz Gołowaczow (ros. Па́вел Я́ковлевич Головачёв, ur. 2 grudnia?/15 grudnia 1917 we wsi Kaszalowie w rejonie budzkim, zm. 2 lipca 1972 w Mińsku) – radziecki lotnik wojskowy, generał major lotnictwa, dwukrotny Bohater Związku Radzieckiego (1943 i 1945).

## Życiorys
Urodził się w białoruskiej rodzinie chłopskiej. Mieszkał z rodzicami w rejonie wieteckim, później w czeczerskim, w 1935 skończył szkołę fabryczną w Homlu, pracował jako tokarz i frezer w kombinacie leśnym. Jednocześnie uczył się w homelskim aeroklubie, od listopada 1938 służył w Armii Czerwonej, w końcu 1940 ukończył wojskową lotniczą szkołę pilotów im. P. Osipienko w Odessie i został lotnikiem 168 lotniczego pułku myśliwskiego na Krymie, po ataku Niemiec na ZSRR walczył pod Jassami, gdzie zestrzelił Me-109, jednak sam został ranny. Od października 1941 był lotnikiem 69 pułku lotniczego (dowodzonego przez Lwa Szestakowa), walczył m.in. pod Odessą, Charkowem i Stalingradem, w jednej z walk został ranny, po czym trafił do szpitala. Po powrocie na front został dowódcą klucza w eskadrze dowodzonej przez Amieta-Chana Sułtana, wyróżnił się w walkach o Rostów nad Donem i Donbas, a także w marcu 1943 nad Batajskiem. Od 1943 należał do WKP(b), jesienią 1943 walczył na Krymie i nad Melitopolem. Do listopada 1943 wykonał 225 lotów bojowych i stoczył 92 walki powietrzne, w których strącił osobiście 17 samolotów wroga. Później walczył nad Białorusią i Litwą, 30 grudnia 1944 wyróżnił się męstwem podczas walk o Treuburg, gdy odniósł swoje dwudzieste zwycięstwo. Do maja 1945 wykonał łącznie 457 lotów bojowych, w 125 walkach powietrznych strącił osobiście 31, a w grupie 1 samolot wroga. W 1951 ukończył Akademię Wojskowo-Powietrzną Czerwonego Sztandaru, a w 1959 Wojskową akademię Sztabu Generalnego, dowodził kolejno pułkiem i dywizją lotniczą i był zastępcą dowódcy lotnictwa okręgu wojskowego, od 1957 w stopniu generała majora lotnictwa. W Homlu zbudowano jego pomnik, jego imieniem nazwano ulicę i szkołę i sowchoz, a także ulicę w Gródku.

## Odznaczenia
- Złota Gwiazda Bohatera Związku Radzieckiego (dwukrotnie – 1 listopada 1943 i 29 czerwca 1945)
- Order Lenina (dwukrotnie)
- Order Czerwonego Sztandaru (sześciokrotnie, m.in. 30 sierpnia 1942 i 1 sierpnia 1943)
- Order Wojny Ojczyźnianej I klasy (26 kwietnia 1943)
- Order Czerwonej Gwiazdy (dwukrotnie)
- Medal „Za obronę Stalingradu”

I medale.